# Сент-Пол (Доминика)
Сент-Пол (англ. Saint-Paul) — один из десяти приходов Доминики. На севере граничит с приходом Сент-Джозеф, на востоке с приходом Сент-Дэвид, на юге — с приходом Сент-Джордж. С запада омывается Карибским морем. Приход имеет площадь 67,4 км², население административной единицы — 8 397 человек.
Самые крупные населённые пункты прихода — Кейнфилд (именно там расположен одноимённый аэропорт, один из двух аэропортов острова) и Мао. Другая деревня Сент-Пола, Массакр (с англ. — «резня») имеет такое название потому, что на территории этого населённого пункта в прошлом действительно имела место резня: европейские поселенцы уничтожали коренное население Доминики. Кокрейн, Спрингфилд Истейт и Понт-Кассе также находятся в пределах прихода.
В приходе Сент-Пол также располагается завод Белфаст Истейт; на его территории ведёт свою деятельность доминикская компания Dominica Coconut Products (несколько лет назад она была переименована, так как перешла под контроль международной компании Colgate-Palmolive).